# Tintinnabuli
Tintinnabuli (meervoudsvorm van het Latijnse woord tintinnabulum, dat ‘bel’ of 'klokje' betekent) is een muzikale componeertechniek of stijl gecreëerd door de Estse componist Arvo Pärt. Hij introduceerde deze nieuwe techniek voor het eerst in de werken Für Alina (1976) en Spiegel im Spiegel (1978). De stijl is beïnvloed door de mystieke ervaringen van de componist met zangkunst. Muzikaal wordt Pärts tintinnabulimuziek gekenmerkt door twee soorten stemmen, waarvan de eerste (ook wel de "tintinnabulaire stem") een arpeggio vormt met de tonische drieklank, en de tweede diatonisch beweegt in een stapsgewijze beweging. De werken hebben vaak een langzaam en meditatief tempo, en een minimalistische benadering van zowel notatie en uitvoering. De compositorische aanpak van Pärt heeft zich enigszins uitgebreid sinds de jaren 70, maar het totale effect van zijn muziek is grotendeels hetzelfde gebleven.

## Verder lezen
- Paul Hillier, Arvo Pärt (Oxford Studies of Composers). Oxford, Oxford University Press, 1997. ISBN 0-19-816616-8
- Engelhardt, Jeffers: "Review: 'Solfeggio per coro'; 'Cantate Domino canticum novum'; 'Missa syllabica'; 'Sarah Was Ninety Years Old'; and Others." Notes 57/4 (2001): 987-993.